# منارة داقوق
منارة داقوق وهي المئذنة التي تقع في الركن الجنوبي الغربي من المسجد الجامع القديم في داقوق، وهو موقع أثري عراقي يقع جنوب مدينة كركوك، وهذا المسجد الأثري لم يبق منه شيء على سطح الموقع الأثري سوى هذه المئذنة التي ما زالت قائمة حتى الآن. ويبلغ ارتفاع المئذنة (23م) عن تبليط الجامع الثالث العائدة له، وهو المسجد الثالث. وحوالي (1780 م) على سطح التل الأثري.

## تأريخ المئذنة
يمكن معرفة تأريخ هذه المئذنة من خلال مقارنة شكلها وزخرفتها مع المآذن المشابهة لها والموجودة حاليا كمئذنة جامع الخلفاء في بغداد، و المنارة المظفرية في أربيل، و مئذنة سنجار و منارة الحدباء في الموصل. و المئذنة القريبة الشبه بها هي مئذنة الجامع النوري في الموصل والمعروفة باسم منارة الحدباء وذلك لأن كليهما مشيدتان بالآجر وزخارفهما متشابهة جداً، ونستطيع القول انهما تعودان إلى زمن واحد، ولما كانت الحدباء بنيت في زمن نور الدين زنكي أحد أتابكة الموصل، فيمكننا القول ان مئذنة داقوق تعود إلى نفس العصر والزمن. ويؤرخها زره و هرتزفيلد ما بين الأعوام (543-586 ه‍) وذلك بمقارنتها بمنارتي أربيل وسنجار إذ عداها أقدم زمناً منهما. وتؤرخها غيرترود بيل التي تقول: ان الآجر المعمول
على هيئة خطوط متكسرة تشبه منارة سوق الغزل في بغداد، والتي ربما بنيت في زمن واحد أو قبل ذلك بقليل.